# Juan Ruiz de Alarcón
Juan Ruiz de Alarcón (Taxco, Mexikó, 1580. vagy 1581. – Madrid, 1639. augusztus 4. ) mexikói származású spanyol drámaíró volt.
Egyetemi tanulmányai után (Real y Pontificia Universidad de la Ciudad de México, magyarul Mexikóváros királyi és pápai egyeteme) 1600. április 15-én Spanyolországba utazott, hogy egy ideig Sevillában ügyvédeskedjen. Némelyik írása kiválóan illik az akkori sevillai viszonyokra. Így például a La verdad sospechosa (Gyanús igazság) hőse Don García, aki Salamancában járt egyetemre.
Ruiz de Alarcón néhány év múlva visszatért Mexikóba. 1614-ben újra Spanyolországba utazott, de ezúttal egészen haláláig ott marasztalta a sors. Ebben az időszakban foglalkoztatta egyre inkább az irodalom. Különösen a színdarabírás tette ezután egyre híresebbé. De a növekvő hírnév és jövedelem mellett sajnos rosszakaróinak száma is egyre gyarapodott.
Ruiz de Alarcón testileg elég deformált volt, kis növésű és púpos. Sokan kigúnyolták ezért. Írótársai közül Lope de Vega, Pedro Calderón de la Barca és Francisco de Quevedo kertelés nélkül nyomoréknak nevezték. A hatalma csúcsán lévő Spanyolország (Siglo de Oro) irodalmának nagy dramatikusa 1639. augusztus 4-én halt meg, viszonylag jómódban, Madridban.
Szülővárosa, Taxco később az ő tiszteletére vette fel a Taxco de Alarcón nevet.

## Magyarul
- A gyanús igazság; ford. Berczeli A. Károly; in: Klasszikus spanyol drámák; vál., szerk. Benyhe János; Európa, Bp., 1986 (A világirodalom klasszikusai)